# Сосново-еловые леса в окрестностях города Вереи
Сосново-еловые леса в окрестностях города Вереи — государственный природный заказник (ботанический) регионального (областного) значения Московской области, целью которого является сохранение ненарушенных природных комплексов, их компонентов в естественном состоянии; восстановление естественного состояния нарушенных природных комплексов; поддержание экологического баланса. Заказник предназначен для:
- сохранения и восстановления природных комплексов;
- сохранения местообитаний редких видов растений и животных.

Заказник основан в 1987 году. Местонахождение: Московская область, Наро-Фоминский городской округ, городское поселение Верея, в 0,1 км к югу от деревни Митяево. Площадь заказника составляет 159,32 га. Территория заказника включает кварталы 54—56 Верейского участкового лесничества Наро-Фоминского лесничества.

## Описание
Территория заказника располагается на восточном макросклоне Смоленской возвышенности в районе распространения холмистых моренных и волнистых, плоскохолмистых и плоских моренно-водно-ледниковых свежих и влажных равнин. Абсолютные высоты заказника изменяются от 160,5 м над уровнем моря (отметка меженного уреза воды в реке Протве) до 206 м над уровнем моря (вершина холма в центральной части территории). Кровля дочетвертичного фундамента представлена доломитами и известняками среднего карбона с прослоями мергелей и глин.
Заказник включает участки холмистой моренно-водно-ледниковой равнины и пологонаклонной долинно-зандровой равнины, а также правобережный фрагмент долины реки Протвы. Моренный холм в центральной части территории, занимающий наиболее возвышенное положение в заказнике, имеет протяженность около 1,5 км, ширину — около 900 м. Высота холма — 6—10 м. Привершинные поверхности и склоны моренного холма сложены гравийно-галечно-суглинистой мореной, перекрытой легкими и пылеватыми покровными суглинками. По понижениям, в днищах западин залегает тяжелый покровный суглинок. Ниже лежащие поверхности моренно-водно-ледниковой равнины сложены водно-ледниковыми суглинистыми отложениями. Долинно-зандровая равнина, занимающая высотный ярус между моренно-водно-ледниковой междуречной равниной и надпойменными террасами реки Протвы, сложена древнеаллювиально-водно-ледниковыми отложениями.
Участок долины реки Протвы в восточной части заказника включает фрагменты надпойменных террас и пойму. На севере заказника сформировались наиболее крутые (до 40—45 градусов и более) борта надпойменных террас, тогда как в восточной оконечности территории склоны выполаживаются. Относительная высота крутых террасных склонов — до 20 м (уровень площадки второй надпойменной террасы). Поверхности надпойменных террас сложены песчано-супесчаными древнеаллювиальными отложениями с прослоями суглинков. Борта террас местами рассекаются балками и оврагами. Наиболее крупные эрозионные формы залегают вдоль северной и южной границ территории. В южной части заказника сформировалась долина ручья шириной около 100—150 м. Высота бортов долины ручья — до 12 м, крутизна — 10—15 градусов (местами более). На террасных склонах в долине Протвы и на бортах эрозионных форм отмечаются активные делювиальные процессы, на наиболее крутых склоновых участках — обвально-осыпные процессы, в местах подтока грунтовых вод встречаются оползни.
Слабоволнистые пойменные поверхности, сложенные песчано-суглинистыми аллювиальными отложениями, имеют ширину до 50—100 м. В тыловой части поймы отмечаются заболоченные старичные понижения шириной до 30 м.
Гидрологический сток на территории заказника направлен в реку Протву (левый приток реки Оки) и в её правый приток, протекающий вдоль южной границы заказника, реку Ратовку. Ширина русла Ратовки — около 2—3 м, дно сложено песчано-галечным материалом. В долине реки Протвы встречаются родники и сочения.
Почвенный покров на возвышенных участках заказника представлен дерново-подзолистыми почвами на суглинках, по понижениям отмечаются дерново-подзолисто-глеевые почвы. На участках с близким залеганием к поверхности известняков карбона встречаются маломощные карболитоземы темногумусовые. На пойме образовались светлогумусовые аллювиальные и темногумусовые аллювиальные почвы, по заболоченным старицам — аллювиальные торфяно-глеевые почвы.

### Флора и растительность
Лесная растительность заказника в основном представлена старовозрастными сосново-еловыми лесами кустарниковыми кислично-широкотравными. По склонам террас встречаются также хвойно-широколиственные широкотравные леса, а в пойме — сероольшаники влажнотравные.
Возраст старых деревьев в елово-сосновых лесах — более 110—130 лет, высота — 30 м (диаметр сосны — около 70 см, ели — 50—70 см). Подлесок составлен лещиной, рябиной, бересклетом бородавчатым, крушиной ломкой, жимолостью лесной, калиной, малиной, реже черемухой и смородиной чёрной, а также встречается волчье лыко (редкий и уязвимый вид, не включенный в Красную книгу Московской области, но нуждающийся на территории области в постоянном контроле и наблюдении). В подросте преобладают клен и ель, реже сосна и липа. В числе доминантов мозаичного травяного покрова отмечены зеленчук жёлтый, медуница неясная, звездчатка жестколистная, копытень европейский, сныть обыкновенная, кислица обыкновенная, щитовники мужской и картузианский. Здесь встречены также: кочедыжник женский, фегоптерис связывающий, лютик кашубский, мерингия трехжилковая, скерда болотная, грушанка круглолистная, осока пальчатая, костяника, коротконожка перистая, воронец колосистый, вероника лекарственная, живучка ползучая, звездчатка дубравная, земляника лесная и золотарник обыкновенный.
В лесах этого типа с развитым моховым покровом из плеврозиума Шребера (10—50 процентов), с разреженным травяным покровом из кислицы, костяники, земляники, осоки пальчатой, зеленчука, ортилии однобокой и фиалки удивительной отмечены подлесник европейский (редкий вид, занесенный в Красную книгу Московской области) и гнездовка настоящая (редкий уязвимый вид, не включенный в Красную книгу Московской области, но нуждающийся на территории области в постоянном контроле и наблюдении). Подлесник отмечен также на сырой поляне среди леса со скердой болотной, кочедыжником женским, зеленчуком, лютиком кашубским, земляникой и ландышем. Популяция вида небольшая, представлена несколькими очень малочисленными группами, есть плодоносящие особи.
В западной части заказника (в 54, 55 кварталах) леса повреждены короедом-типографом. Отмечены значительные по площади участки с усохшими елями и поваленными деревьями, где разрастаются кустарники — лещина обыкновенная, жимолость лесная, малина и калина. Травяной покров здесь представлен щитовником мужским, кочедыжником женским, копытнем, зеленчуком жёлтым, будрой плющевидной, снытью, ландышем майским, майником двулистным; в моховом покрове доминирует плеврозиум Шребера. На некоторых участках сильно разрослась медуница неясная.
Встречаются отдельные участки ельников лещиновых травяно-зеленомошных, где сомкнутость полога лещины составляет 50—60 процентов, проективное покрытие травяного яруса — не более 10—15 процентов, а мохового покрова — около 75 процентов. Здесь растут кислица, копытень, пролесник многолетний, фиалка удивительная, воронец колосистый и голокучник Линнея.
По балкам и оврагам с временными водотоками под густым пологом из лещины (сомкнутость — более 40 процентов) доминируют крапива двудомная, сныть, будра плющевидная, копытень и зеленые мхи.
Небольшие участки старых сосновых лесов приурочены к речным террасам.
По склонам террас развиты хвойные с липой широкотравные леса с примесью березы, подростом липы, клёна и дуба. Среди кустарников доминируют лещина и бересклет бородавчатый. В травяном ярусе преобладают осока волосистая, пролесник многолетний, сныть, зеленчук, медуница неясная, встречаются также фегоптерис связывающий, золотарник обыкновенный, перловник поникший, ландыш, копытень, мерингия трехжилковая. В нижней части склонов обычно встречается колокольчик крапиволистный, а на сухих открытых полянках — колокольчик персиколистный (оба — редкие и уязвимые виды, не включенные в Красную книгу Московской области, но нуждающиеся на территории области в постоянном контроле и наблюдении).
В пойме реки Протвы значительную площадь занимают сероольшаники с черемухой, хмелем и смородиной чёрной, а также ивняки с ивой белой и ивой ломкой, в зарослях которых у берега реки отмечен бересклет европейский. Травяной покров образован крапивой двудомной, таволгой вязолистной, ясноткой крапчатой, будрой плющевидной, гравилатом речным, пасленом сладко-горьким, вербейниками обыкновенным и монетчатым, много ежевики. В сероольшаниках часто встречается колокольчик широколистный (редкий и уязвимый вид, не включенный в Красную книгу Московской области, но нуждающийся на территории области в постоянном контроле и наблюдении).
Берега реки Ратовки поросли сероольшаником и ивняками с ежевикой и хмелем того же типа и состава, что и на Протве. На опушке соснового леса на правом берегу Ратовки среди кислицы, ожики волосистой, живучки ползучей и коротконожки перистой отмечен колокольчик персиколистный.
На пойменных высокотравно-влажнотравных лугах вдоль реки Протвы доминируют ежа сборная, тимофеевка луговая, овсяница луговая, бодяк полевой. Встречаются борщевик сибирский, полынь обыкновенная, василистник светлый, местами таволга вязолистная и крапива двудомная, щавель туполистный, подмаренник приручейный, пырей ползучий, бодяк огородный, василек луговой, гравилат речной, зверобой пятнистый, кульбаба осенняя, тысячелистник обыкновенный, репешок обыкновенный. Пойменный луг возле реки Ратовки — разнотравно-злаковый, где кроме уже перечисленных выше злаков доминируют: бутень ароматный, василек луговой, полынь обыкновенная, бодяк полевой, зверобой пятнистый, много крапивы двудомной, встречается колокольчик широколистный, а также иван-чай узколистный, короставник полевой, цикорий обыкновенный, лопух большой и др.
На заболоченных участках пойм обильны таволга вязолистная, осоки пузырчатая, лисья, острая, гравилат речной, вероника длиннолистная, вербейник обыкновенный, герани луговая и болотная.
По берегам реки Протвы много двукисточника тростниковидного, купыря лесного, василистника простого, яснотки крапчатой, осоки острой, местами растут эхиноцистис дольчатый, повой заборный, крестовник приречный, изредка встречается волдырник ягодный. В реке отмечены ирис аировидный, камыш озерный, ряска малая, водокрас лягушачий, рдест пронзеннолистный, кубышка жёлтая и кувшинка белоснежная (редкий и уязвимый вид, не включенный в Красную книгу Московской области, но нуждающийся на территории области в постоянном контроле и наблюдении).

### Фауна
Фауна позвоночных животных заказника характеризуется достаточно хорошей сохранностью и репрезентативностью для сообществ хвойных и смешанных лесов Московской области.
На территории заказника отмечено обитание 78 видов позвоночных животных: пяти видов амфибий, одного вида рептилий, 55 видов птиц и 17 видов млекопитающих.
Основу фаунистического комплекса наземных позвоночных животных составляют виды, характерные для хвойных лесов средней полосы России. Абсолютно преобладают виды, экологически связанные с древесной и древесно-кустарниковой растительностью; значительно меньше видов, связанных с открытыми и околоводными местообитаниями. Синантропные виды, тяготеющие к примыкающим окраинам города Вереи, относительно малочисленны.
В границах заказника выделяются три основные ассоциации фауны (зооформации): хвойных лесов, водно-болотных местообитаний, лугово-опушечных местообитаний.
Зооформация хвойных лесов, распространенная в высокоствольных сосново-еловых и смешанных лесах, населяет большую часть заказника. Основу населения хвойных лесов составляют серая жаба, живородящая ящерица, обыкновенная бурозубка, лесная куница, рыжая полевка, обыкновенная белка, рябчик, вяхирь, желна, большой пёстрый дятел, сойка, славка-черноголовка, пеночка-весничка, пеночка-теньковка, желтоголовый королёк, зарянка, певчий дрозд, чёрный дрозд, буроголовая гаичка, хохлатая синица, обыкновенный поползень, зяблик, чиж. В этом типе местообитаний на участке старовозрастного ельника с подлеском из лещины встречена кедровка, занесенная в Красную книгу Московской области.
Приуроченные к долине реки Протвы мозаично расположенные участки хвойных, смешанных и лиственных лесов разных типов отличаются наибольшим биоразнообразием и более высокой плотностью населения животных. Кроме уже перечисленных видов здесь встречаются остромордая и травяная (преобладает) лягушки, обыкновенный ёж, лесная мышь, канюк, обыкновенная кукушка, лесной конёк, крапивник, пеночка-трещотка, серая мухоловка, соловей, рябинник, чёрный дрозд, длиннохвостая синица, большая синица.
Фаунистический комплекс околоводных местообитаний приурочен, главным образом, к поймам рек Протвы и Ратовки и их притоков. Эта зооформация населяет мозаичный комплекс постоянных и временных водотоков, мелких водоемов, прибрежных заболоченных сероольшаников и ивняков, сырых пойменных лугов. Повсеместно встречаются запруды обыкновенного бобра, формирующие мелкие водоемы, которые, в свою очередь, привлекают околоводных и многих других животных. Из птиц пойменные насаждения предпочитают малый пёстрый дятел, садовая славка, болотная и садовая камышовки, обыкновенный соловей, дрозд-белобровик, обыкновенная чечевица; гнездится кряква. На берегах Протвы обычна белая трясогузка, встречается перевозчик, в береговых обрывах гнездится ласточка-береговушка. Из млекопитающих встречаются обыкновенная кутора, американская норка, горностай, водяная полевка. В заводях Протвы обычна озёрная, а у бобровых запруд — прудовая лягушка.
Зооформация лугово-опушечных местообитаний, представители которой населяют участки пойменных и залежных лугов по периферии заказника и примыкающие к ним экотонные биотопы, отличается относительно небольшим видовым разнообразием. Характерными её представителями являются европейский крот, обыкновенная полёвка, коростель, жёлтая трясогузка, обыкновенный жулан, сорока, луговой чекан, серая славка, обыкновенная овсянка. На луга вдоль Протвы, в устье Ратовки залетают кормиться белые аисты. Со стороны города Вереи в лугово-опушечные местообитания заказника проникают чёрный стриж, деревенская ласточка, обыкновенный скворец, серая ворона, сорока, полевой воробей. На лугах поймы Протвы у границы заказника отмечался обыкновенный хомяк.
По всей территории заказника встречаются кабан, лось, обыкновенная лисица, заяц-беляк, ворон.

## Объекты особой охраны заказника
Охраняемые экосистемы: сосново-еловые кустарниковые кислично-широкотравные леса, сосновые с липой кустарниковые широкотравные леса и их производные мелколиственно-хвойные леса с участием дуба, клёна и вяза; сырые пойменные черемухово-сероольховые и сероольхово-ивовые влажнотравно-широкотравные и крапивно-влажнотравные леса; пойменные высокотравно-влажнотравные луга; прибрежно-водная растительность рек Протвы и Ратовки.
Места произрастания и обитания охраняемых в Московской области, а также иных редких и уязвимых видов растений и животных, зафиксированных на территории заказника, перечисленных ниже.
Охраняемые в Московской области, а также иные редкие и уязвимые виды растений:
- виды, занесенные в Красную книгу Московской области, — подлесник европейский;
- виды, являющиеся редкими и уязвимыми таксонами, не включенные в Красную книгу Московской области, но нуждающиеся на территории области в постоянном контроле и наблюдении: гнездовка настоящая, волчеягодник обыкновенный, или волчье лыко, колокольчики широколистный, крапиволистный и персиколистный, кувшинка белоснежная;
- прочие редкие виды — волдырник ягодный, бересклет европейский.

Охраняемые в Московской области, а также иные редкие и уязвимые виды животных:
- виды, занесенные в Красную книгу Московской области, — кедровка;
- виды, являющиеся редкими и уязвимыми таксонами, не включенные в Красную книгу Московской области, но нуждающиеся на территории области в постоянном контроле и наблюдении, — хохлатая синица.